# Bird (transportföretag)
Bird är ett amerikanskt transportföretag grundat i september 2017 av Travis VanderZanden. Företaget har inriktat sig på uthyrning av elsparkcyklar i urbana miljöer, till exempel i universitetsstäder.